# Opisthosyllis simpliseta
Opisthosyllis simpliseta är en ringmaskart som beskrevs av Hartmann-Schröder 1981. Opisthosyllis simpliseta ingår i släktet Opisthosyllis och familjen Syllidae. Inga underarter finns listade i Catalogue of Life.